# 阿拉木圖地鐵
阿拉木图地铁，是哈薩克第一大城阿拉木图的都市軌道運輸系統，首条线路在經過超過23年的建設後，于2011年12月1日开通。阿拉木图地铁是中亚地区继乌兹别克斯坦塔什干地鐵后的第二个城市轨道交通系统，也是前苏联地区的第十六个城市轨道交通系统。值得一提的是，雖然是21世紀開通，但和大多數俄系地鐵一般，阿拉木图地鐵各車站也是繼承了前蘇聯別出心裁的設計，不過以獨立的哈薩克民族和伊斯蘭風格為主。
由於阿拉木圖是哈萨克的第一大城市，在册人口為150多万，常住人口為200万至300万。由於人口集中，為交通和空氣質素帶來不少壓力，建設地鐵可望解決問題。

## 路線
| #    | 名稱      | 開放年份 | 最新車站增加年份 | 長度      | 車站總數 |
| ---- | --------- | -------- | ---------------- | --------- | -------- |
| 1    | 1號线（Первая линия） | 2011     | 2022             | 13.4 公里 | 11       |
| 總數 | 總數      | 總數     | 總數             | 13.4 公里 | 11       |

## 建設
工程建設在1988年開始，當時哈薩克斯坦仍然是苏联的一部分，當時項目計劃在2007年全面完成，開支由苏联中央政府承担。可是隨著苏联解體，莫斯科提供的資金開始乾涸，哈薩克政府並沒有能力繼續完工，唯有盡力保存已建成的部分。並同時向加拿大或歐盟募集投資人，因為工人債務的累積，而導致花費有所上升。2003年，決定把地鐵項目劃入国家预算，哈薩克政府注入資金，項目重新啟動，但仍嚴重滯後。2010年，哈薩克总统努尔苏丹·纳扎尔巴耶夫下令，地鐵必須在國家獨立20周年前夕啟用。最後地鐵在2011年12月1日開通。

## 系統
當建設完成後，阿拉木圖地鐵將總長度為45公里。第一线第一段的長度為8.56公里，有7個車站，有7列列車提供服務。每一列列車有4個車廂，總載客量為940人，試驗營運速度為80公里。列車由韓國現代Rotem建造。地鐵線从北部的赖雷别克大街沿富尔曼诺夫大街向南至阿拜大街，再向西至加加林大街。建設費用為1659億堅戈（1美元约合147.69坚戈）。第二段延長至莫斯科站，於2011年開工建設，並於2015年4月投入營運。第三段於2022年5月30日投入營運，目前第一线長度為13.4公里，有11個車站，15列列車。

## 批評
當地專家批評，地铁站布局並不合理。地铁站遠離大型商場等人流集中的地方，不能起到減輕交通壓力的作用。另外，地铁票价只佔營運成本的五分之一，政府可能要作出大額補貼。此外中亞的小规模地震，亦威脅到地鐵的安全。

## 票价
為單一票價，每程80哈薩克斯坦坚戈。

## 車站相片

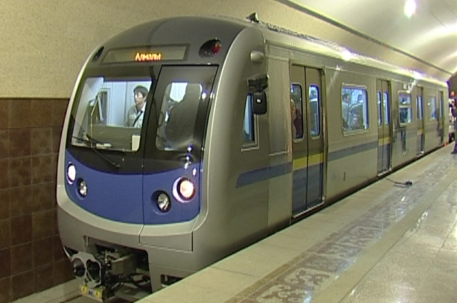
列車
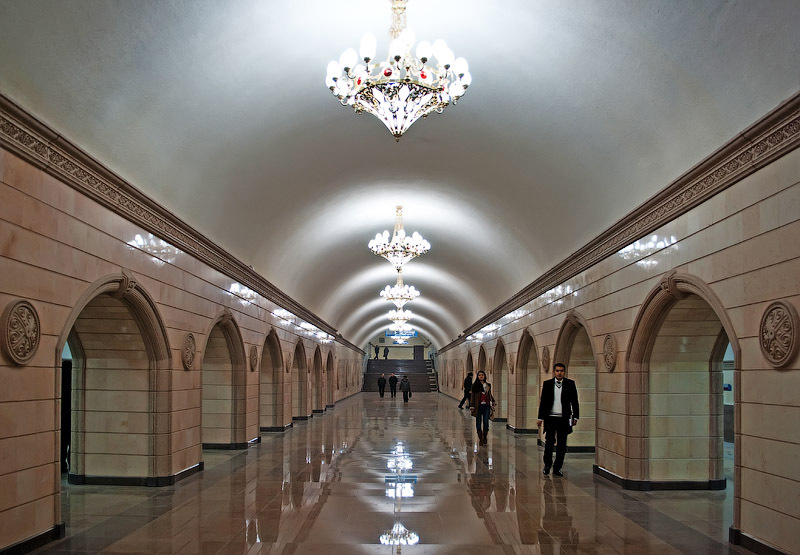
奧耶佐夫劇院站
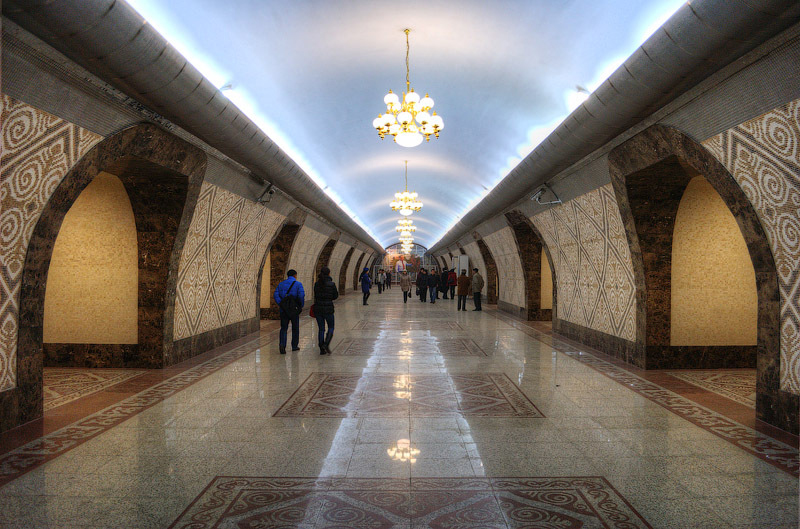
阿尔玛利站
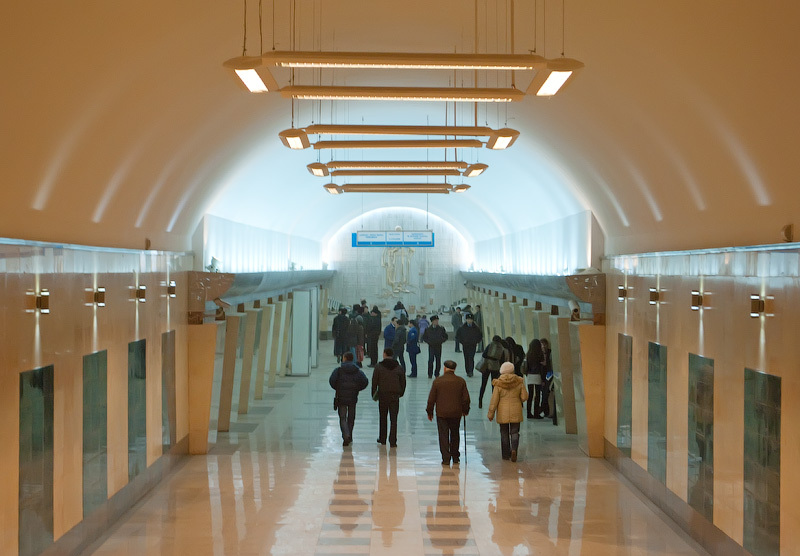
阿拜站
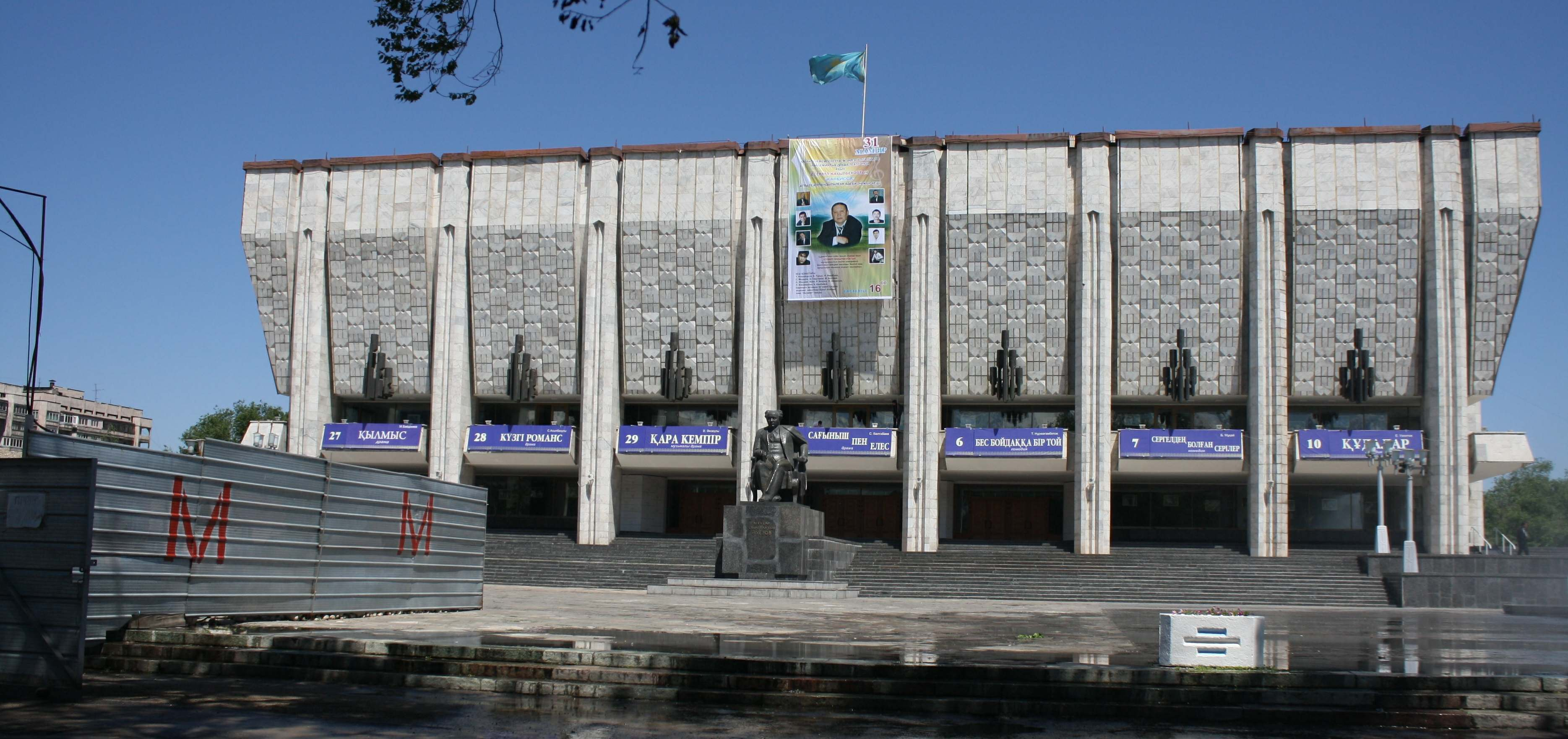
奥耶佐夫剧院站
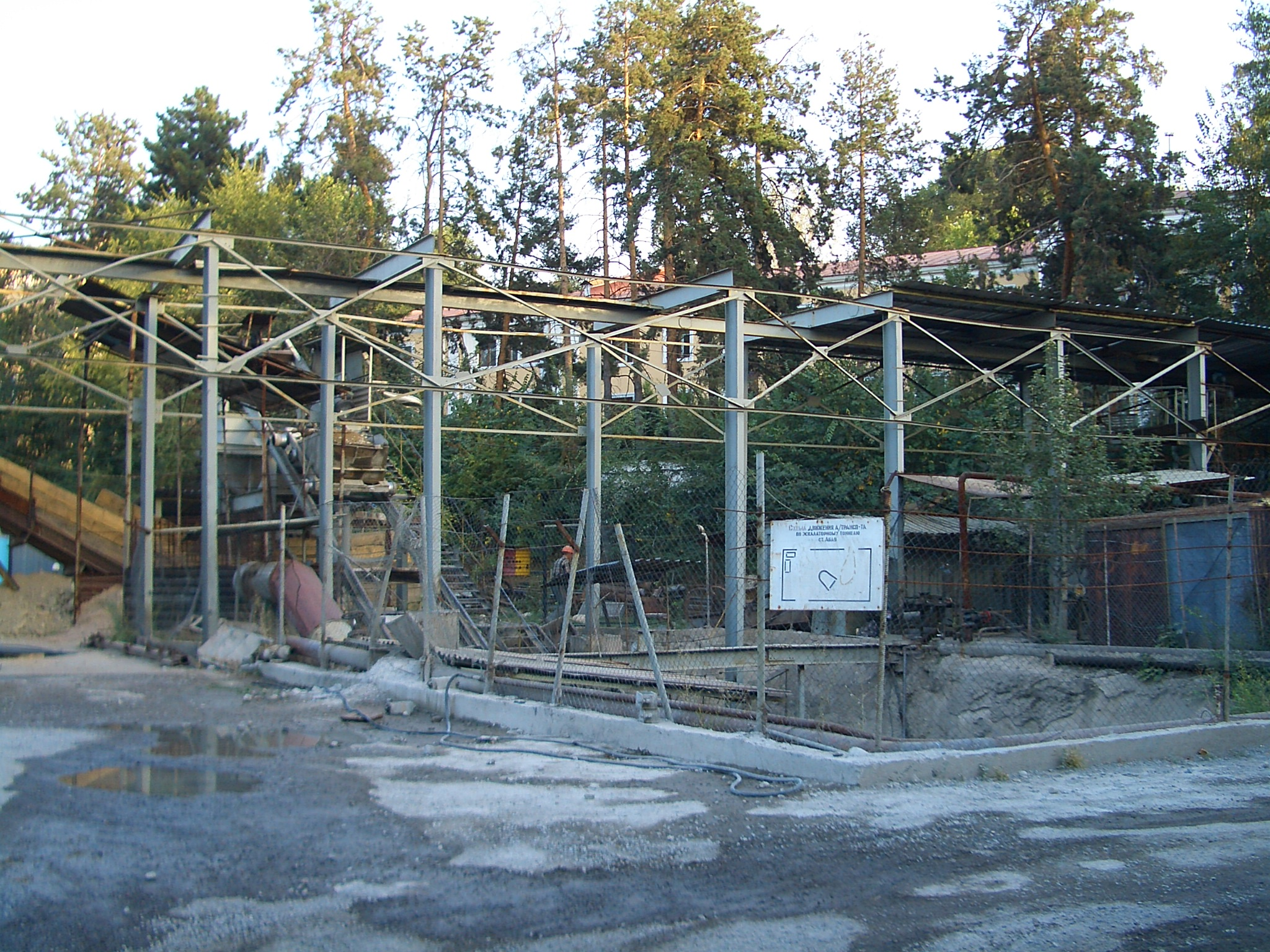
建設中的阿拜站

## 外部連結
- 第一个官方网站 （页面存档备份，存于）
- 第二官方网站 （页面存档备份，存于）
- 第三官方网站 （页面存档备份，存于）
- UrbanRail在阿拉木图地铁